# 红斑狗母鱼
红斑狗母鱼（学名：Synodus rubromarmoratus）为輻鰭魚綱仙女魚目合齒魚亞目狗母鱼科狗母鱼属的鱼类。

## 分布
本魚分布于太平洋區，包括日本、台湾、中國、印尼等海域。该物种的模式产地在澳大利亚。

## 深度
水深4至91公尺。

## 特徵
本魚體延長呈圓柱形，口大具利齒。體色複雜，體側具8個褐色鞍狀斑及一條暗色縱帶，有脂鰭，尾鰭叉形，體長可達30公分。

## 生態
本魚棲息在礁沙混合區或礁石平台上，游泳能力不強，常停棲在礁盤，伺機捕食。屬肉食性，以小魚及小型底棲無脊椎動物為食。繁殖期在5至10月。

## 經濟利用
可作為食用魚。